# Chrysopa
Chrysopa (лат.) — род сетчатокрылых насекомых из семейства златоглазок (Chrysopidae).
Представители этого рода и рода Chrysoperla распространены на большей части Северной Америки, Европы и Азии. Они имеют сходные характеристики, и некоторые виды были перемещены из одного рода в другой и обратно. Их личинки хищники и поедают тлей. Представители этого рода используются для биологической борьбы с вредителями.
Уильям Элфорд Лич впервые описал этот род в 1815 году в Эдинбургской энциклопедии Брюстера.

## Виды
В род включают следующие современные виды:
- Chrysopa abbreviata Curtis, 1834
- Chrysopa chi Fitch, 1855[3]
- Chrysopa coloradensis Banks, 1895[3]
- Chrysopa dorsalis [4]
- Chrysopa excepta Banks, 1911[3]
- Chrysopa formosa [4]
- Chrysopa incompleta Banks, 1911[3]
- Chrysopa intima[4]
- Chrysopa lezeyi[4]
- Chrysopa nigra[4]
- Chrysopa nigricornis Burmeister, 1839[3]
- Chrysopa oculata Say, 1839[3]
- Chrysopa pallens[4] — златоглазка семиточечная
- Chrysopa perla[4]
- Chrysopa pleuralis Banks, 1911[3]
- Chrysopa quadripunctata Burmeister, 1839[3]
- Chrysopa slossonae Banks, 1924[3]
- Chrysopa viridana[4]

Также к роду относят вымершие виды:
- † Chrysopa glaesaria
- † Chrysopa vetula